# Municipio de Ross (condado de Luzerne)
El municipio de Ross  (en inglés: Ross Township) es un municipio ubicado en el condado de Luzerne en el estado estadounidense de Pensilvania. En el año 2000 tenía una población de 2.742 habitantes y una densidad poblacional de 24.5 personas por km².

## Geografía
El municipio de Ross se encuentra ubicado en las coordenadas 41°14′00″N 76°11′59″O / 41.23333, -76.19972.

## Demografía
Según la Oficina del Censo en 2000 los ingresos medios por hogar en la localidad eran de $41,575 y los ingresos medios por familia eran $48,850. Los hombres tenían unos ingresos medios de $35,995 frente a los $24,420 para las mujeres. La renta per cápita para la localidad era de $19,694. Alrededor del 9,4% de la población estaban por debajo del umbral de pobreza.